# Drużyny Świętego Krzyża i Zielonego Sztandaru
Drużyny Świętego Krzyża i Zielonego Sztandaru (ros. Дружины Святого Креста и Зеленого Знамени), żołnierzy Drużyn Św. Krzyża nazywano potocznie крестоносцы (noszący krzyże) – ochotnicze oddziały wojskowe białych o charakterze bractw religijnych podczas wojny domowej w Rosji.
Latem 1919 r. wojska białych na Syberii poniosły bardzo duże straty, a ich działania ofensywne zostały powstrzymane. W tej sytuacji potrzebowali oni uzupełnić swoje oddziały nowymi żołnierzami. We wszystkich miastach rozlepiono plakaty nawołujące do wstępowania do armii. Swój pomysł na poprawienie sytuacji militarnej przedstawił też prof. Dmitrij W. Bołdyriew, dyrektor służby prasowej rządu admirała Aleksandra W. Kołczaka. Opublikował początkowo serię artykułów prasowych, atakujących sowiety, bolszewików i popierającą ich inteligencję. Następnie zaproponował sformowanie tzw. Drużyn Świętego Krzyża, stanowiących równocześnie oddziały wojskowe i bractwa religijne. Ich religijnym patronem był protojerej ojciec Piotr Rożdziestwienski. Ze strony wojskowej nadzór sprawował gen. Władimir W. Golicyn, pełniąc od 28 sierpnia 1919 r. funkcję inspektora ochotniczych formacji zbrojnych przy sztabie głównodowodzącego admirała A. W. Kołczaka. 19 września 1919 r. w Omsku szef sztabu głównodowodzącego wojskami białych na Wschodzie gen. Michaił K. Diterichs wydał rozkaz o utworzeniu Drużyn Świętego Krzyża. 1 października tego roku w katedralnym soborze w Omsku miała miejsce ceremonia poświęcenia krzyży i przekazania ich pierwszym ochotnikom Drużyn Św. Krzyża. Następnie na placu przed soborem odbyła się uroczysta parada i przysięga żołnierzy Drużyn Św. Krzyża przed gen. M. K. Diterichsem. Tekst przysięgi był następujący: Я, брат дружины Святого Креста, обязуюсь и клянусь перед Святым Крестом и Евангелием быть верным Господу Иисусу Христу, Святой Церкви и друг другу, быть трезвым, честным, совершенно не произносить бранных слов, не быть жестоким с врагом, к своим всей душой браторасположенным. Аминь.
Ich działalność bojowa przeciwko wojskom bolszewickim rozpoczęła się w październiku 1919 r. Odegrały one bardzo ważną rolę w ówczesnych działaniach wojennych na Syberii i Dalekim Wschodzie, ponosząc krwawe straty. Były one jednymi z najbardziej walecznych i odważnych oddziałów wojsk białych. Ich liczebność osiągnęła ogółem ok. 6 tys. ludzi. Panowała w nich bardzo ostra dyscyplina wojskowa. Ochotnicy pochodzili najczęściej spośród chłopów i starowierców. Między sobą nazywali się braćmi, do oficerów odzywali się, np. bracie poruczniku, czy bracie pułkowniku. Kobiety, służące pomocniczo w oddziałach, nazywane były siostrami. Przed pójściem do walki żołnierze przysięgali przed duchownymi, którzy byli przydzieleni do każdego takiego oddziału (ogółem ok. 2 tys. pastorów protestanckich i ok. 1,5 tys. duchownych prawosławnych), na wierność Św. Krzyża i Biblii. Na mundurach po lewej stronie nosili oni naszywane białe krzyże. Występowały one też na czapkach. Uzbrojeni byli w nowe karabiny produkcji amerykańskiej. Każdy oddział nosił imię świętego, np. Drużyna św. Aleksandra Newskiego, czy św. Hermogenusa. Drużyny Św. Krzyża mogły wchodzić w skład regularnych batalionów, pułków i dywizji wojsk białych, ale jako samodzielne oddziały wojskowe.
Obok Drużyn Św. Krzyża były formowane też Drużyny Zielonego Sztandaru, składające się z muzułmanów zamieszkujących Rosję. Ich religijnym patronem został duchowny Wasilij W. Pokrowski. Żołnierze tych oddziałów nosili na rękawach mundurów naszywkę w kolorze zielonym z białym półksiężycem.
Żołnierze Drużyn Św. Krzyża i Zielonego Sztandaru byli odznaczani – oprócz istniejących odznaczeń wojskowych – specjalnie dla nich powołanym Znakiem Drużyn Św. Krzyża. Był to srebrny lub brązowy medal o kształcie okrągłym z krzyżem pośrodku i napisem Сим победиши. Było to zarazem jedyne odznaczenie wojskowe dla duchownych.
Niektóre jednostki wojskowe złożone z Drużyn Św. Krzyża i Zielonego Sztandaru:
- Słowiańska Drużyna Świętego Krzyża,
- Aksanski Pułk Jezusa Chrystusa,
- Sterlitamakski Pułk Nikołaja Cudotwórcy,
- Pułk Przeświętej Bogurodzicy,
- 333 Pułk Marii Magdaleny,
- Pułk Ilii Proroka.